# Ana Lara
Ana Lara (Ciudad de México, 30 de noviembre de 1959) es una compositora y profesora de música mexicana. Es reconocida por su composición para orquesta Ángeles de llama y hielo (1995), compuesta por encargo de la Orquesta Sinfónica Nacional de México y basada en la obra de Francisco Serrano, y la composición de música de cámara Y los oros la luz para el quinteto Pierrot, basada en el poema 41 de Idea Vilariño.

## Biografía
Comenzó a estudiar música entre 1979 y 1982 en el Taller de Estudios Polifónicos de Humberto Hernández en el Conservatorio Nacional de Música (México), en donde se inscribió en la carrera de piano a los 17 años. Tuvo clases de piano con Leopoldo González, canto con Charles Laila y Rosa Rimoch, composición con Mario Lavista y Daniel Catán, y más tarde con Federico Ibarra. Continuó sus estudios en Polonia entre 1986 y 1989, en la Academia Superior de Música de Varsovia con Zbigniew Rudzinski y Wlodzimierz Kotonski, y estudió etnomusicología en la Universidad de Maryland, graduándose con un grado de Maestra en Artes.
Después de completar sus estudios, Lara trabajó como compositora y productora de música. En 1989 empezó a producir un programa de música contemporánea en la estación de radio de la Universidad Nacional Autónoma de México (Radio UNAM) titulado Hacia una nueva música; de 1989 a 1994 fue miembro del consejo editorial de la Revista Musical Heterofonía.
Comenzó a componer música en 1988 y tiene más de 40 obras que incluyen piezas para orquesta, grupos corales, grupos de cámara, música escénica y obras mixtas. En el año 2000, en la 1° entrega de los Premios Grammy Latinos, su álbum Twentieth Century Mexican Symphonic Music, Vol. 1 fue nominado a Mejor Álbum Clásico.
En 1998, fundó y fue directora artística del Festival Internacional de Música y Escena de México, y fungió como directora artística del Festival Instrumenta Verano 2004 en Puebla. También da clases de música y seminarios de música latinoamericanos y del siglo XX.

## Obras
En su obra, lo declara ella misma, aunque ha evolucionado con el tiempo, hay elementos que permanecen, como la importancia en el sonido y el timbre: "Para mí el sonido es, como lo define Giacinto Scelsi, no una línea sino un cuerpo esférico y como cuerpo esférico tiene un centro y ese centro es el corazón, el corazón del sonido al cual hay que llegar. Ésta es mi búsqueda actual."

### Lista de obras completas[12]
| Año  | Título                    | Notas                                                                                     |
| ---- | ------------------------- | ----------------------------------------------------------------------------------------- |
| 2020 | Breves sombras            | Comisionada por OFUNAM                                                                    |
| 2018 | Cuando caiga el silencio  | Comisionada por la Orquesta Sinfónica de la BBC                                           |
| 2018 | Of Bronze and Blaze       | Comisionada por la Universidad Estatal de Kent                                            |
| 2010 | Atanor                    | Comisionada por la Coordinación Nacional de Música y Ópera, INBA                          |
| 2009 | Altre Lontananze          | Comisionada por la Pacific Symphony Orquestra                                             |
| 2007 | Cuatro habitantes         | Comisionada por el Museo Diego Rivera Anahuacalli                                         |
| 2006 | Concerto for bassett horn | Comisionada por la UNAM                                                                   |
| 2000 | Canticum Sacrum           |                                                                                           |
| 1998 | Concerto                  | Comisionada por OFUNAM                                                                    |
| 1994 | Ángeles de llama y hielo  | Comisionada por la Orquesta Sinfónica Nacional, basada en los poemas de Francisco Serrano |
| 1991 | Desasosiego               | Comisionada por FONCA                                                                     |
| 1989 | La víspera                |                                                                                           |

| Año  | Título                                   | Notas                                                                                        |
| ---- | ---------------------------------------- | -------------------------------------------------------------------------------------------- |
| 2024 | La casa del miedo                        | Basado en un texto de Leonora Carrington                                                     |
| 2024 | Memorial II                              |                                                                                              |
| 2023 | Apus, Apus                               |                                                                                              |
| 2022 | Memorial                                 |                                                                                              |
| 2018 | La lluvia también se desplaza            |                                                                                              |
| 2016 | Shifting colours                         | Comisionada por el Cuarteto José White                                                       |
| 2014 | Une chanson                              | Comisionada por Ensemble Utopik                                                              |
| 2011 | Au-delà du visible II                    | Comisionada por Instrumenta Oaxaca                                                           |
| 2011 | Au-delà du visible I                     | Comisionada por Diotima String Quartet y el museo del Louvre                                 |
| 2009 | Isocronismos                             |                                                                                              |
| 2008 | Y los oros la luz                        | Compuesta para el quinteto Pierrot, inspirada en el poema 41 de la serie No de Idea Vilariño |
| 2008 | Niebla del alba                          |                                                                                              |
| 2007 | Zodiaco. Sagitario, Capricornio, Acuario | Comisionada por Saarbrücken Radio y Mike Svoboda                                             |
| 2005 | Serenata                                 | Comisionada por Instrumenta Oaxaca                                                           |
| 2001 | Vértigos                                 | Comisionada por Ensamble Tres                                                                |
| 2000 | Estudios rítmicos                        |                                                                                              |
| 2000 | Srebro                                   | Comisionada por Trio d'Argent                                                                |
| 2000 | Bhairav                                  | Comisionada por Saarbrücken Radio para el Latin American String Quartet                      |
| 1999 | Darkness Visible                         | Comisionada por el XV Festival de la Ciudad de México                                        |
| 1992 | O mar, mare, bateaux                     | Comisionada por el dúo Castañón-Bañuelos                                                     |
| 1992 | Vitrales                                 | Comisionada por el Trio italiano Contemporaneo                                               |

| Año       | Título                                                    | Notas                                                  |
| --------- | --------------------------------------------------------- | ------------------------------------------------------ |
| 2024      | Seis escenas de El Baile                                  | Comisionado por el Festival Mujeres en la Música Nueva |
| 2015-2012 | El Baile                                                  | Comisionado por Cepromusic                             |
| 2014      | Chanson d'amour                                           | Comisionado por Ensemble Utopik                        |
| 2014      | Soneto XXX. When to the sessions of sweet silence thought |                                                        |
| 2013      | Callada Calma                                             |                                                        |
| 2012      | Pescador de agua dulce                                    |                                                        |
| 2007      | Dylan y las ballenas                                      | Comisionado por Octeto Ibérico                         |
| 2005      | Epitafios y otras muertes                                 | Comisionado por el Festival de Ravinia                 |

| Año  | Título                                    | Notas                                                 |
| ---- | ----------------------------------------- | ----------------------------------------------------- |
| 2024 | El corazón oscuro de los sauces           |                                                       |
| 2024 | Olvidadas plegarias                       |                                                       |
| 2022 | Ceremonial for bodhran                    |                                                       |
| 2022 | En dirección al mar, bajo la luz del búho |                                                       |
| 2012 | Altre Lontananze II                       |                                                       |
| 2012 | Malgré la nuit II                         |                                                       |
| 2011 | Ave Lira                                  |                                                       |
| 2008 | La suplicante                             |                                                       |
| 2008 | Entre la bruma va                         |                                                       |
| 1999 | 8 Haiku                                   |                                                       |
| 1996 | Koaiá                                     | Comisionado por el Instituto Nacional de Bellas Artes |
| 1989 | Icaro                                     |                                                       |
| 1985 | Hacia la noche                            |                                                       |

| Año  | Título  | Notas                                                |
| ---- | ------- | ---------------------------------------------------- |
| 1997 | Requiem | Comisionado por el Festival Internacional Cervantino |

| Año  | Título                                                         | Notas                                          |
| ---- | -------------------------------------------------------------- | ---------------------------------------------- |
| 2024 | Mambo para Javier                                              | Visiones Sonoras 20, Homenaje a Javier Álvarez |
| 2023 | Meditaciones para Lía                                          |                                                |
| 2022 | Solaris                                                        |                                                |
| 2022 | En dirección al mar, bajo la luz del búho                      |                                                |
| 2018 | El crepúsculo de la noche                                      |                                                |
| 2011 | Malgré la nuit, for prepared piano, percussion and electronics |                                                |
| 2010 | Solipse                                                        |                                                |